# 2015年9月13日日食
2015年9月13日日食是一次日偏食，發生於2015年9月13日。新月當天（即朔日），地球上觀測到月球和太阳的角距離極小，此時月球如果恰好在月球交點附近，穿過太阳和地球之間，與地球、太阳接近一直線，則會出現日食。由於月球偏北或偏南，本影及偽本影從地球以北或以南經過而未接觸地表，只有半影覆蓋了地球北端或南端部分區域，形成日偏食。此次日偏食月球偏南，出現在非洲南部和东部南极洲大部。

此次日偏食過程中月影在地表移動的動畫

從太阳上看到的過程模擬動畫

## 日食概況

### 出現區域
本次日偏食可在安哥拉南部、赞比亚南部、马拉维南部、莫桑比克中部和南部、马达加斯加中部和南部，及纳米比亚、波札那、辛巴威、斯威士兰、南非、莱索托六國全境和凱爾蓋朗群島、赫德島和麥克唐納群島及东部南极洲的大部分地區看到。

### 基本參數
- 類型：日偏食
- 食分最大處（位於南极洲毛德皇后地西北部海岸附近）資料：
  - 時間：2015年9月13日6:54:11.4
  - 地點：72°06′S 2°18′W / 72.1°S 2.3°W[3]
  - 食分：0.7875（日食帶內最大）[4]

## 相關的日食

### 2015-2018年的日食
月球交替位於相對的月球交點時，以半個交點年（食年），即約177天又4小時間隔出現下列日食。
| 日食列表  |           |           |           |           |           |           |           |           |           |           |           |
| 1997-2000 | 2000-2003 | 2004-2007 | 2008-2011 | 2011-2014 | 2015-2018 | 2018-2021 | 2022-2025 | 2026-2029 | 2029-2032 | 2033-2036 | 2036-2039 |

| 降交點                                                        | 降交點                   |                            | 升交點                   | 升交點 |
| 沙羅周期                                                      | 地圖                     | 沙羅周期                   | 地圖                     |        |
| 120 斯瓦尔巴朗伊爾城的日全食                                  | 2015年3月20日 全食       | 125                        | 2015年9月13日 偏食（南） |        |
| 130 印尼巴厘巴板的日全食                                      | 2016年3月9日 全食        | 135 留尼汪億唐塞拉的日環食 | 2016年9月1日 環食        |        |
| 140 阿根廷布宜諾斯艾利斯的日偏食                              | 2017年2月26日 環食       | 145 美国卡斯珀的日全食     | 2017年8月21日 全食       |        |
| 150 阿根廷奧利沃斯的日偏食                                    | 2018年2月15日 偏食（南） | 155 芬兰胡伊蒂寧的日偏食   | 2018年8月11日 偏食（北） |        |
| 註：2018年7月13日和2019年1月6日的日偏食屬於下一組交點年系列。 |                          |                            |                          |        |

### 沙羅周期
沙羅周期長度為18年11天。本次日食屬於沙羅周期125，共包含73次日食，依次為1060年2月4日至1258年6月3日的12次日偏食、1276年6月13日至1330年7月16日的4次日全食、1348年7月26日至1366年8月7日的2次全環食（亦稱混合食）、1384年8月17日至1979年8月22日的24次日環食、1997年9月2日至2358年4月9日的21次日偏食，總共歷時1298.17年。其中最長的全食發生於1294年6月25日，共持續了1分11秒。
下表列舉了1901年至2100年間發生的屬於該周期的日食，是第48至58次：
| 48             | 49             | 50            |
| -------------- | -------------- | ------------- |
| 1907年7月10日  | 1925年7月20日  | 1943年8月1日  |
| 51             | 52             | 53            |
| 1961年8月11日  | 1979年8月22日  | 1997年9月2日  |
| 54             | 55             | 56            |
| 2015年9月13日  | 2033年9月23日  | 2051年10月4日 |
| 57             | 58             |               |
| 2069年10月15日 | 2087年10月26日 |               |

## 資料來源
1. ↑  樊忠玉. . 中国天文科普网.   [2015-12-31]. （原始内容存档于2014-09-17）.
2. ↑  Fred Espenak. . NASA Eclipse Web Site.   [2015-12-31]. （原始内容存档于2016-01-20）.（英文）
3. ↑  Fred Espenak. . NASA Eclipse Web Site.   [2016-06-04]. （原始内容存档于2017-12-23）.（英文）
4. ↑  Fred Espenak. . NASA Eclipse Web Site.   [2015-12-31]. （原始内容存档于2016-03-08）.（英文）
5. ↑  Fred Espenak. . NASA Eclipse Web Site.（英文）

## 外部連結
- NASA日食專頁（页面存档备份，存于）（英文）
- 可見區域圖和時間統計：由弗雷德·埃斯佩納克做出的日食預報，NASA/GSFC
  - 貝塞爾元素

| \| \| 日食 \|                             |                              |                                          |
| 上一次日食： 2015年3月20日日食 （日全食） | 2015年9月13日日食 （日偏食） | 下一次日食： 2016年3月9日日食 （日全食） |
| 上一次日偏食： 2014年10月23日日食         | 2015年9月13日日食 （日偏食） | 下一次日偏食： 2018年2月15日日食         |
|                                           | 日食                         |                                          |